# ويلهلم فون أوبل
ويلهلم فون أوبل (بالألمانية: Wilhelm von Opel)‏ (و. 1871 – 1948 م) هو رائد أعمال، ومهندس ألماني، ولد في روسلسهايم، كان عضوًا في الحزب النازي، توفي في فيسبادن، عن عمر يناهز 77 عاماً.

## التعليم
تعلم في جامعة دارمشتات للتكنولوجيا
.

## روابط خارجية
- ويلهلم فون أوبل على موقع مونزينجر (الألمانية)